# Psettichthys
Psettichthys is een monotypisch geslacht van straalvinnige vissen uit de familie van schollen (Pleuronectidae).

## Soort
- Psettichthys melanostictus Girard, 1854